# Брилинг, Николай Аркадьевич
Николай Аркадьевич Брилинг (Бриллинг) (18 мая 1920 или 16 мая 1920, Кривой Рог, Екатеринославская губерния — 7 декабря 1988, Москва) — советский актёр театра и кино.

## Биография
Родился 18 мая 1920 года в городе Кривой Рог (ныне Днепропетровской области Украины) в семье служащего. Отец Николая умер ещё до рождения сына, после чего семья Брилингов переехала жить в Москву.
В 1937 году, по окончании школы, был принят во вспомогательный состав МХАТа, а в 1938 году — был переведён в переменный состав.
В 1940 году был призван в ряды Красной армии и направлен на прохождение службы в команду Центрального театра Красной армии в качестве красноармейца-актёра.
Демобилизовавшись в 1943 году, Брилинг вернулся во МХАТ, где служил до 1948 года.
С 1948 по 1949 годы был актёром Центрального театра промкооперации, с 1949 по 1952 годы — Московского театра драмы и комедии МКВ при ВТО, с 1952 по 1954 годы — драматического театра ЦДКЖ.
В 1954 году Николай Брилинг был принят в труппу Театра имени Ермоловой, где работал до конца жизни.
Дебют Н. А. Брилинга в кино состоялся в 1943 году в фильме Владимира Петрова «Кутузов», где он сыграл Мюрата.
Умер 7 декабря 1988 года в Москве. Похоронен на Введенском (Немецком) кладбище Москвы (участок № 5).
Был женат на актрисе Марии Райко-Райковской (1921—2009), которая впоследствии была похоронена вместе с мужем.

## Фильмография
- 1943 — Кутузов — маршал Мюрат
- 1946 — Адмирал Нахимов — капитан Эванс
- 1947 — Свет над Россией — имажинист (нет в титрах)
- 1949 — Встреча на Эльбе — Эйчмен, корреспондент (нет в титрах)
- 1950 — Смелые люди — руководитель десантной группы (нет в титрах)
- 1953 — Застава в горах — шофёр (нет в титрах)
- 1955 — Отелло — Лодовико
- 1965 — Двадцать шесть бакинских комиссаров — Тиг Джонс
- 1966 — Тени старого замка — немецкий офицер
- 1967 — Операция «Трест» — Бунаков
- 1967 — Человек в зелёной перчатке — Мюллер
- 1968 — Ошибка резидента — Александер
- 1969 — Оправдание Паганини (фильм-спектакль) — Саганелли
- 1969 — Старый дом — оберполицмейстер
- 1969 — Страницы живые (фильм-спектакль) — чтец
- 1970 — Поезд в завтрашний день — эпизод
- 1970 — Судьба резидента — Александер
- 1970 — Я 11-17 — Брандт
- 1971 — Комитет девятнадцати — человек в сером
- 1971 — Суббота, воскресенье, понедельник (фильм-спектакль) — Луиджи
- 1972 — Вашингтонский корреспондент — Джозеф Брайан
- 1972 — Земля, до востребования — консул Германии
- 1972 — Теория невероятности (фильм-спектакль) — Краус
- 1973 — Месяц в деревне (фильм-спектакль) — Шааф, немец-гувернёр
- 1973 — Парашюты на деревьях — Кёстнер, немецкий полковник
- 1973—1983 — Вечный зов — Рудольф Бергер
- 1974 — Приключение не удалось (фильм-спектакль) — сосед Наты
- 1975 — Прошлым летом в Чулимске (фильм-спектакль) — Афанасий Дергачёв
- 1976 — Сибирь — эпизод
- 1977 — Позови меня в даль светлую — Кузьма Егорович
- 1979 — Отец и сын — Отс
- 1979 — Следствие ведут ЗнаТоКи, дело № 14 — Подпасок с огурцом — Розанов
- 1980 — Гражданин Лёшка — немецкий бизнесмен в ресторане
- 1980 — Звёздный инспектор — представитель фирмы «Майнтхаус»
- 1980 — Чрезвычайные обстоятельства — Иваницкий
- 1981 — Фронт в тылу врага — немецкий офицер
- 1982 — Мегрэ колеблется (фильм-спектакль) — месье Дома, следователь прокуратуры
- 1983 — Ложь на длинных ногах (фильм-спектакль) — дядя дона Бенедетто
- 1983 — Молодые люди — немецкий партнёр, в титрах — А. Бриллинг
- 1984 — Мёртвые души — сопровождающий министра (нет в титрах)
- 1984—1986 — Михайло Ломоносов — Миних, царедворец
- 1985 — Сцены из трагедии М. Ю. Лермонтова «Маскарад» (фильм-спектакль) — старик
- 1986 — Конец операции «Резидент» — Александер
- 1986 — Охота на дракона (исп. La Caza del dragón) — Кроуфорд
- 1987 — Гардемарины, вперёд! — трактирщик